# Уютный (Губичский сельсовет)
Уютный (бел. Уютны; до 1922 года — Посёлок № 6) — посёлок в Губичском сельсовете Буда-Кошелёвского района Гомельской области Белоруссии.

## География

### Расположение
В 18 км на запад от Буда-Кошелёво, 66 км от Гомеля, 10 км от железнодорожной станции Забабье (на линии Жлобин — Гомель).

### Гидрография
На востоке мелиоративный канал.

## Транспортная сеть
Транспортные связи по автомобильной дороге Жлобин — Гомель. Застройка деревянными домами усадебного типа.

## История
Основан в 1920-х годах переселенцами с соседних деревень на бывших помещичьих землях. В 1929 жителей посёлка вступили в колхоз. Во время Великой Отечественной войны погибли 10 жителей. В составе колхоза имени Ф. Энгельса (центр — деревня Губичи).

## Население

### Численность
- 2004 год — 2 хозяйства, 3 жителя.

### Динамика
- 2004 год — 2 хозяйства, 3 жителя.